# Chromalizus leucorrhaphis
Chromalizus leucorrhaphis là một loài bọ cánh cứng trong họ Cerambycidae.